# Imiesłów przysłówkowy uprzedni
Uzasadnienie:  ten artykuł powtarza informacje zawarte w artykule Imiesłów
Imiesłów przysłówkowy uprzedni – bezosobowa forma czasownika, stosowana w celu wyrażenia uprzedniości jakiejś czynności w stosunku do innej.
W języku polskim typową końcówką takiego imiesłowu jest -łszy po spółgłosce i -wszy po samogłosce (np. zrobiwszy, zjadłszy, powiedziawszy).

## Przykłady w kontekście
- Dobiegłszy do mety, zawodnik padł na bieżnię. – użycie imiesłowu przysłówkowego uprzedniego wskazuje na to, że czynność dobiegnięcia odbyła się przed padnięciem na bieżnię.
- Zapowiedziawszy swą dymisję, premier odetchnął z ulgą. – premier najpierw zapowiedział dymisję, potem odetchnął z ulgą.

Należy zauważyć, że wykonawca czynności jest lub powinien być wymieniony w dalszej części zdania ze względów logicznych. Gdy tak nie jest, powstają nieporozumienia.

## Błędy
Przykłady błędów anakolutycznych w użyciu imiesłowu przysłówkowego uprzedniego:
- !Doszedłszy do pracy, kawa już na mnie czekała. – sugeruje to, że to kawa doszła do pracy;
- !Wyrzuciwszy śmieci, wiadro zostało porządnie umyte. – sugeruje to, że wiadro wyrzuciło śmieci.